# Limnophora umbra
Limnophora umbra är en tvåvingeart som beskrevs av John Otterbein Snyder 1965. Limnophora umbra ingår i släktet Limnophora och familjen husflugor. Inga underarter finns listade i Catalogue of Life.